# Hermann Burte

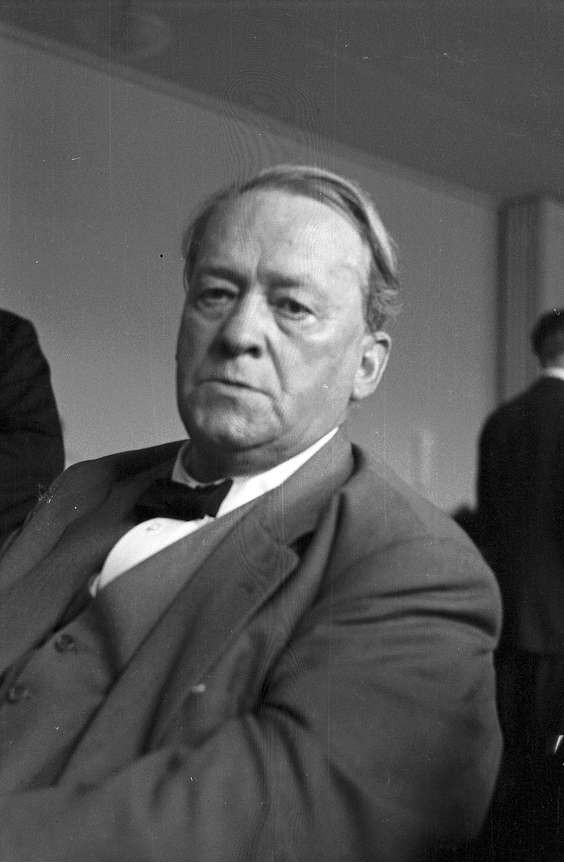
Hermann Burte beim Internationalen Dichtertreffen in Badenweiler 1954

Hermann Burte (* 15. Februar 1879 in Maulburg als Hermann Strübe; † 21. März 1960 in Lörrach) war ein deutscher Dichter, Schriftsteller und Maler. Zu seinen bekanntesten literarischen Werken zählen der 1912 veröffentlichte Roman Wiltfeber, der ewige Deutsche und die 1914 veröffentlichte Tragödie Katte. Burte ist vor allem als alemannischer Mundartdichter bekannt. Burte war spätestens seit 1912 ein Verfechter der völkischen Ideologie und später ein Anhänger nationalsozialistischer Ideen.

## Leben
Hermann Strübes Vater Friedrich Strübe (1842–1912) war Kanzleigehilfe, die Mutter Elisabeth, geborene Kuhny, (1847–1917) führte zeitweise einen kleinen Laden. Ihr Sohn Hermann besuchte die Volksschule in Maulburg und die höhere Bürgerschule in Schopfheim. 1896 zog die Familie nach Lörrach, 1897 legte Strübe sein Abitur an der Oberrealschule in Freiburg im Breisgau ab. Danach besuchte er zunächst die Kunstgewerbeschule in Karlsruhe, wo er mehrere Preise errang. Anschließend studierte er wie auch später sein jüngerer Bruder Adolf Strübe an der Karlsruher Kunstakademie bei Ludwig Schmid-Reutte (1863–1909). Von 1900 bis 1904 unterrichtete Strübe stundenweise an der Kunstgewerbeschule. Für seine Leistungen erhielt er ein Stipendium für einen Studienaufenthalt in England.
Durch den engen Kontakt mit der englischen Literatur, besonders mit William Shakespeare, John Milton und William Wordsworth, wurde Strübe immer mehr zur Dichtung hingezogen, ohne jedoch die Malerei ganz aufzugeben. Bei einem anschließenden Aufenthalt in Paris nahm er 1905 an einem deutschen Preisausschreiben für einen „Volksroman“ mit dem Fragment „Der blonde Teufel“ teil und gewann einen Trostpreis. Strübe entschied sich daraufhin, Schriftsteller zu werden und wählte den Namen seines ersten Protagonisten als Pseudonym.
Jeremias Gotthelf, Friedrich Nietzsche und Carl Spitteler waren die literarischen Vorbilder von Hermann Burte. Der ideologische Einfluss Nietzsches und der „völkischen Bewegung“ ist – wie die allgemeine Grundstimmung in der deutsch-völkischen Kulturszene der ausgehenden wilhelminischen Epoche – schon im Roman Wiltfeber der ewige Deutsche. Die Geschichte eines Heimatsuchers (1912) unverkennbar. Darin schrieb Burte unter anderem: „Du bist ein Mann aus deutschem Blute, aber deutsch heißt völkisch, und arisch heißt herrisch...“. Dieses Buch war ein durchschlagender Erfolg und wurde nach Ernst Klee zum „Kultbuch der völkischen Jugendbewegung“. 1941 bemerkte der Dichter zu seinem Wiltfeber in Lebende Dichter um den Oberrhein S. 356: „Diese erste Ahnung von dem Hakenkreuze als dem Heilszeichen der Macht ist heute strahlende Wahrheit geworden in Deutschland und vor der Welt.“ 1913 wurde Wiltfeber rückwirkend mit dem Kleist-Preis für 1912 ausgezeichnet.
Die Zentralstelle für Auslandsdienst, eine Propagandabehörde des Deutschen Kaiserreichs, gegründet kurz nach Beginn des Ersten Weltkriegs, führte Hermann Strübe im Jahre 1916 als Mitarbeiter im Aufklärungsdienst.
Burte wurde so schnell zum Verfechter völkischer Ideologie und schließlich auch Unterstützer des Nationalsozialismus, von dem er sich nach 1933 immer mehr vereinnahmen ließ. Das Hakenkreuz erscheint als „germanisches“ Heilssymbol bereits 1912, lange vor Hitler und ohne Bezug zu einer politischen Partei, im Wiltfeber. 1925 ließ er sich einen Schreibtisch mit Hakenkreuzmotiven nach eigenem Entwurf anfertigen. 1931 schrieb er noch als Deutschnationaler unter dem Titel Der Führer Weiheverse auf einen politischen Führer, den er später selbst als Adolf Hitler verstanden wissen wollte und die er später in Bühners Anthologie Dem Führer erneut abdrucken ließ.
Von 1924 bis 1932 trug Burte als Mitherausgeber und maßgeblicher Mitarbeiter der in Lörrach vierzehntäglich erscheinenden deutschnational-völkischen Zeitschrift Der Markgräfler zur Schwächung der Weimarer Republik und ihrer Institutionen bei. So lautete z. B. die Devise vom 15. Januar 1925: „Der Markgräfler bekämpft rücksichtslos und ohne Menschenfurcht den demokrätzigen Parlamentarismus (…).“
Burte hatte als kirchlich geprägter Deutschnationaler zunächst eine ambivalente Haltung zum Nationalsozialismus und äußerte Vorbehalte. So schrieb der Kirchgänger Strübe-Burte sarkastisch am 12. Juni 1933 an seinen Parteifreund Herman Nohl: „Unter den jüdischen Büchern, die man am kommenden Sonntag in Karlsruhe fast amtlich verbrennt, fehlt – die Bibel!“ (Brief ausgestellt in der Sonderausstellung „Hermann Burte und der Nationalsozialismus“ im Museum am Burghof, Lörrach)
Burte war Mitglied der DNVP von 1919 bis zur Selbstauflösung der Partei im Juni 1933. Im Januar 1936, gerade rechtzeitig vor der Verleihung des ersten Johann-Peter-Hebel-Preises an ihn am 10. Mai, beantragte Burte die Aufnahme in die NSDAP und wurde zum 1. April 1936 aufgenommen (Mitgliedsnummer 3.734.637). In seinem Werk Sieben Reden (1943) würdigte Burte Schiller, Grabbe und Hebel sowie den Dichter Adolf Bartels, einen bekennenden Antisemiten. Aber auch Hitler wurde von Burte mit Hymnen bedacht. Der „Führer“ bedankte sich zum 65. Geburtstag mit 15.000 Reichsmark.
Selbst vor Spitzelberichten an den Sicherheitsdienst des Reichsführers SS (SD) schreckte Burte nicht zurück. In der Endphase des Zweiten Weltkriegs nahm ihn Adolf Hitler im August 1944 in die Gottbegnadeten-Liste der wichtigsten Schriftsteller auf.
Nach Ende des Zweiten Weltkrieges und neunmonatiger Internierung im Lörracher Gefängnis musste er sein Wohnrecht im „Flachsländer Hof“ aufgeben und kam bei Freunden in Efringen-Kirchen unter, wo er bis 1958 ansässig blieb. Im Zuge der Entnazifizierung wurde Hermann Strübe 1949 von der Freiburger Spruchkammer für politische Säuberung als „Minderbelasteter“ eingestuft. Ihm wurde eine zweijährige Bewährungsfrist auferlegt, außerdem wurden ihm politische Aktivitäten verboten. In dieser Zeit war er zunächst vorwiegend als Übersetzer französischer Gedichte tätig. Anschließend war er Ehrenmitglied beim rechtsextremistischen Deutschen Kulturwerk Europäischen Geistes. Sein letzter Gedichtband, Stirn unter Sternen, enthielt erneut einige Gedichte, deren Deutung kontrovers diskutiert wurde, etwa Deutscher Wille, das revisionistisch interpretiert werden kann. Während seiner letzten Lebensjahre lebte er in seinem Geburtsort Maulburg. Mit 81 Jahren starb Burte in Lörrach an einem Leberleiden; seine Beisetzung erfolgte in Maulburg.

## Wirken

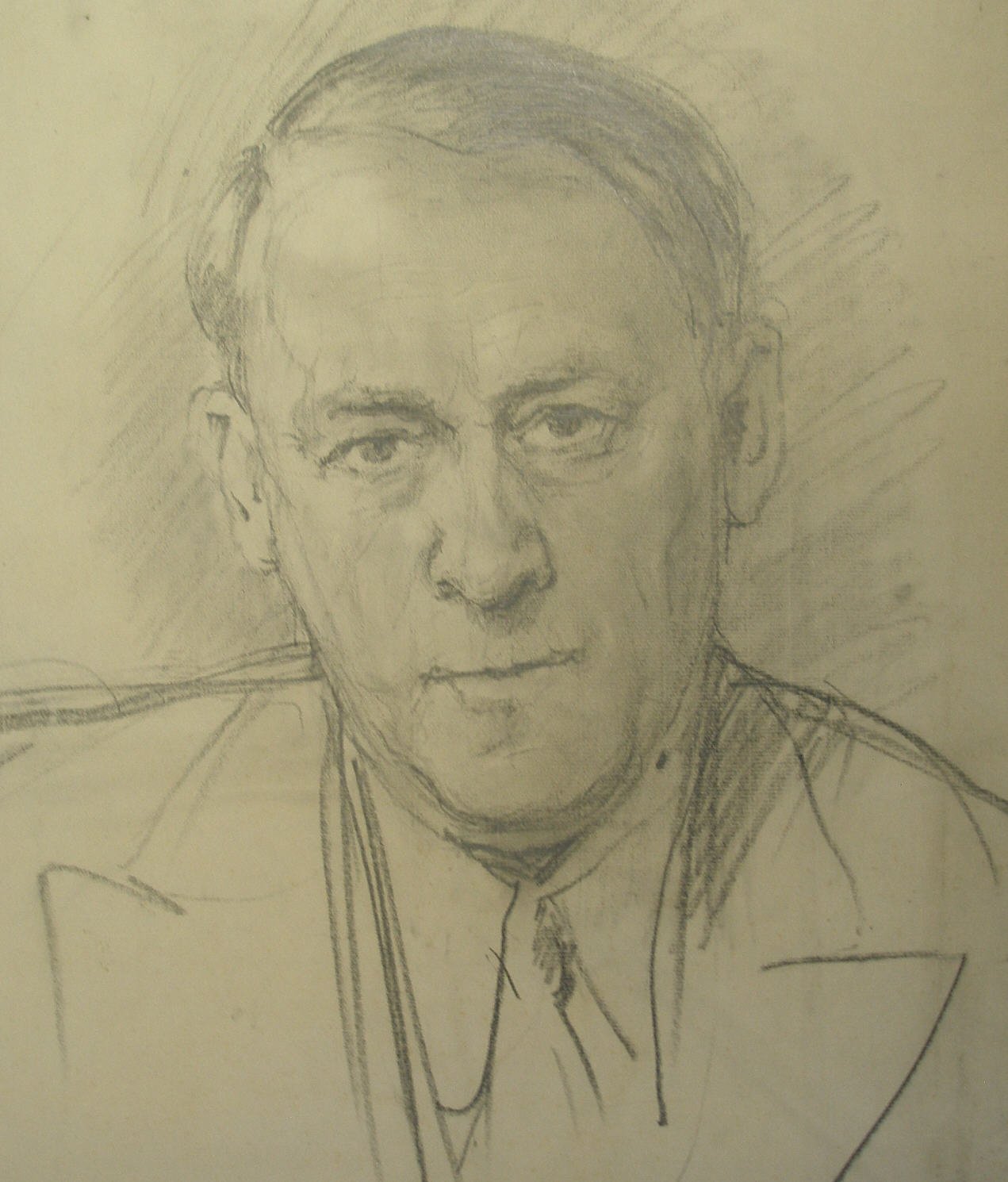
Selbstporträt

Als Maler wie als Dichter hatte Burte dasselbe Ziel vor Augen: Gestaltung der Landschaft und des Menschen, seine Prägung durch die Heimat, aus der er wächst. Seinen Gedichten in alemannischer Mundart stehen die Gemälde gegenüber, zu denen ihn in erster Linie die Landschaft des Markgräflerlandes inspirierte, mit denen er aber auch die Veränderung und Zerstörung dieser Landschaft durch die industrielle Entwicklung dokumentierte.
Bleibend sind Burtes alemannische Gedichte, mit denen er einen Ruf als wirkungsstärkster Lyriker alemannischer Sprache nach Johann Peter Hebel erlangte, während seine Bekenntnisschrift Wiltfeber mit ihrer „völkisch-rassische[n] Argumentation mit magisch-religiösen Implikationen“ ebenso wie seine Bühnenstücke nahezu vergessen sind. Beachtung finden auch seine Gemälde, wobei Burte selbst sein dichterisches Werk stets höher einschätzte als seine Malerei.
Beim Auftrag, ein Opern-Libretto aus Eichendorffs Novelle Das Schloß Dürande zu erstellen, war er „offensichtlich überfordert, die ambivalenten Figuren der Erzählung zu ebensolchen Opernfiguren zu entwickeln.“
In der sowjetischen Besatzungszone wurde ab 1946 eine Liste der auszusondernden Literatur samt Ergänzungen bis 1953 herausgegeben, um die „Anordnungen der Militärregierung“ umzusetzen, „nach denen alle Schriften der Benutzung zu entziehen sind, die faschistischen oder militaristischen Inhalt haben, politische Expansionsgedanken enthalten, die nationalsozialistische Rassenlehre vertreten oder sich gegen die Alliierten wenden.“ Burte war auf diesen Listen sechsfach vertreten: Volk und Kunst im Markgräflerland von 1934; die Auswahl Volk und Kunst sowie Vom Hofe, welcher unterging von 1935; Sieben Reden von 1943; Hermann Burte gegen John Masefield von 1944. Als auszusondern galt auch die Schrift Zum 60. Geburtstag des Dichters, die vom Oberbadischen Volksblatt 1939 herausgegeben worden war.
Die Verwendung des Schulnamens „Hermann-Burte-Schule“ untersagte 1979 das Oberschulamt Freiburg im Benehmen mit dem Regierungspräsidium Freiburg als oberer Rechtsaufsichtsbehörde der heutigen „Grund-, Haupt- und Realschule Efringen-Kirchen“. In einer Presseerklärung zu dieser Entscheidung wurde festgestellt, dass „im Werk Hermann Burtes starke nationalistische, brutal sozialdarwinistische und nicht zuletzt auch antisemitische Passagen, also wesentlich der nationalsozialistischen Ideologie verhaftete Elemente, enthalten sind. […] Denn nicht etwa beiläufige und einmalige, sondern symptomatische und durchlaufende Teile im Werk Hermann Burtes stehen im diametralen Gegensatz zum Erziehungsauftrag der Schule, wie er im Grundgesetz, in der Landesverfassung und im Schulgesetz niedergelegt ist.“ Der Entscheidung waren öffentliche Diskussionen vorausgegangen, in Efringen-Kirchen wurde stattdessen die Turnhalle, welche sich in unmittelbarer Nähe der Schule befindet, nach Burte benannt. In Müllheim gab es ab 1989 einen ähnlichen Streit um eine nach Burte benannte Straße. Inzwischen wurde dieser Straßenname durch Gemeinderatsbeschluss der Stadt Müllheim am 29. November 2007 wieder geändert. Weiterhin sind jedoch in Burtes Geburtsort Maulburg sowie in Efringen-Kirchen und Laufenburg-Luttingen Straßen nach ihm benannt.

## Auszeichnungen und Ehrungen
- 1912: Kleist-Preis zusammen mit Reinhard Sorge
- 1924: Ehrendoktortitel der Philosophie an der Universität Freiburg, zusammen mit Emil Strauß
- 1927: Schillerpreis (gemeinsam mit Fritz von Unruh und Franz Werfel)
- 1929: Ehrenbürgerschaft der Gemeinde Maulburg
- 1936: Johann-Peter-Hebel-Preis
- 1937: Lyrikpreis der Zeitschrift Dame
- 1938: Großdeutscher Mundartenpreis Goldener Spatz von Wuppertal
- 1939: Goethe-Medaille für Kunst und Wissenschaft[3][23]
- 1939: Ehrenbürgerschaft der Stadt Lörrach
- 1942: Kriegsverdienstkreuz 2. Klasse
- 1944: Oberrheinischer Dichterring durch den Scheffelbund (Scheffelring)
- 1944: Hans-Thoma-Medaille (als Maler)
- 1953: Ehrenring der deutschen Lyrik
- 1957: Jean-Paul-Medaille
- 1957: Ehrenbürgerschaft der Gemeinde Efringen-Kirchen

Hermann Burtes Auszeichnungen sind bis heute kontrovers diskutiert. Der liberale Politiker und damalige Bundespräsident Theodor Heuss lehnte in den 1950er Jahren die ihm angetragene Ehrenbürgerschaft der Stadt Lörrach mit der Begründung ab, dass er nicht in einer Reihe mit einem Mann gestellt werden möchte, der „grobschlächtigen Antisemitismus und einen bramarbasierenden Nationalismus“ vertrete.

## Zitate
Zitate von Burte
Unter der Schlagzeile „Das kommende Reich“ beschwor Hermann Burte 1924 das „Dritte Reich“ herauf:

„Das Deutsche Reich des achtzehnten Januar 1871 ist in Weltkrieg und Umsturz untergegangen; an seine Stelle trat das Deutsche Reich des neunten November 1918. Dessen Verfassung, die Weimarer, ist heute tatsächlich unwirksam. Die These des achtzehnten Januar ringt mit ihrer Antithese vom neunten November; aus diesem Kampfe entsteht die Synthese des kommenden Reiches! Wenn der Nationalismus sozial und der Sozialismus national geworden sind, wächst das dritte Reich in seine Kraft und bleibt.“

Burte, der „Kriegserklärer in Permanenz“ (Adolf von Grolman in: Wesen und Wort am Oberrhein, S. 207), stellte in seinem Gedicht „Deutscher Wille“ resümierend fest:

„... Wir denken nicht an Krieg und Brand und Mord;/
    Wir halten uns nicht ferner für erlesen./
    An seinem Orte wirkt ein jeder fort,/
    Geduldig, treu, als wäre nichts gewesen! …“

Stimmen über Burte
Der Schriftleiter Erich Wirsig schrieb über „Burte in der geistigen Kriegsfront“:

„Es gibt nur wenige Dichter im Reich, die derart repräsentativ und aktiv im Kriegseinsatz der geistigen Front unseres Volkes stehen, wie Hermann Burte. Daß gerade er in der Gegenwart mit einer beispiellosen Hingabe in der vordersten Reihe derjenigen Persönlichkeiten des deutschen Geisteslebens zu finden ist, die den geistigen Kampf führen, ist kein Zufall, sondern entspricht dem Gesetz der Bewährung, Berufung und Leistung, und der Erkenntnis, daß nur Geist und Schwert unserem Volke den Sieg über die Mächte der Kulturlosigkeit verbürgen. […]“

In seinem erweiterten Bestiarium der Literatur charakterisierte Franz Blei 1924 Burte so:

„DER BURTE. Das ist ein Schwarzwaldhirsch und leidenschaftlicher Alleingänger. Er trägt sein vielendiges, an manchen Stellen etwas verhakenkreuztes Geweih mit großem Stolze. Seine Kraft imponiert ihm außerordentlich. Seine Stimme ist so stark, daß sie siebenmal ihr eigenes Echo machen kann.“

Kurt Tucholsky bemerkte bereits 1929 über Burte:

„Wenn Baby die Tintenflasche ausgetrunken hat, geben Sie ihm einen Bogen von Hermann Burtes Löschpapier zu essen. Dieses Mittel wird von den Kleinchen erfahrungsgemäß gern genommen, und auch durchnäßte Erwachsene profitieren häufig davon. Gepflegte Kinder in gutbürgerlichen Haushalten sollten von Zeit zu Zeit diese Kur machen – der kleine Steppke, den Sie hier im Bilde sehen, weiß seit seiner Geburt nicht, was Feuchtigkeit ist. Kein Volk ohne Löschpapier! Hermann Burte & Hans Grimm, Löschpapier en gros.“

Am 10. November 1935 notierte Thomas Mann in sein Tagebuch:

„Ärger über alemannisches Blutgeschwätz des Schriftstellers Burte, der Verständnis für Deutschlands ‚Wiedergeburt‘ verlangt. Es ist zu dumm. Wo ist etwas in und an Deutschland, was ein Dichter als ‚Wiedergeburt‘ empfinden und bezeichnen dürfte?“

Zur Problematik von öffentlichen Ehrungen nahm der Kultusminister von Baden-Württemberg (1958–1964) Gerhard Storz in einem Leserbrief folgendermaßen Stellung:

„Ich muß gestehen, daß ich Burtes Bücher nicht kenne und also nicht beurteilen kann, wie es um seine literarischen Qualitäten bestellt und ob er ohne weiteres und schlechthin als ‚Nazidichter‘ zu betrachten ist. Deshalb bat ich auch die Deutsche Akademie für Sprache und Dichtung um ein Gutachten, als man mir vor Monaten eine öffentliche Ehrung von Burte nahelegte. Auf Grund der Äußerung der Akademie habe ich hernach von allen Schritten zugunsten Burtes Abstand genommen, und in gleicher Weise ist dann auch die Landesregierung verfahren.“

Im Jahre 1959 lehnte es Theodor Heuss ab, Ehrenbürger von Lörrach zu werden, und begründete es so:

„Ich möchte auf keinen Fall mit diesem Mann eines grobschlächtigen Antisemitismus und eines bramarbasierenden Nationalismus in eine Reihe gestellt werden, ihn vielleicht sogar als Ehrenbürgerkollegen bei irgend einem Festchen erleben. Er mag als Dichter so begabt sein, wie viele Menschen offenbar glauben, daß er es ist. Ihn neben dem feinsinnig rationalistischen Johann Peter Hebel als die Heimatfigur herauszuheben, ist für mein historisches Gefühl geradezu eine Groteske. Ich bin es aber mir und meinem Amt, selbst wenn ich es nicht mehr innehabe, schuldig, zu diesem Typus absolut Distanz zu halten. […]“

## Werke (Auswahl)
- Wiltfeber der ewige Deutsche. Die Geschichte eines Heimatsuchers. Leipzig 1912.
- Katte. Ein Schauspiel in 5 Aufzügen. Leipzig 1914. Uraufführung am Hoftheater Dresden 6. November 1914.
- Madlee. Alemannische Gedichte. Leipzig 1923.
- Ursula. Gedichte. Leipzig 1930.
- Prometheus. UA: 19. Mai 1933 Staatliches Schauspielhaus Dresden
- Anker am Rhein. Eine Auswahl neuer Gedichte. Leipzig 1937.
- Sieben Reden. Hünenburg, Straßburg 1943.
- Das Heil im Geiste. Gedichte. Burda, Offenburg 1953.
- Stirn unter Sternen. Gedichte. Burda, Offenburg 1957.